# Selenter See
Het Selenter See is na het Großer Plöner See het grootste meer van Sleeswijk-Holstein. De plaats Selent ligt aan het meer, waar het meer zijn naam aan dankt. Het Selenter See ligt in de kreis Plön. Het meer is verbonden met de Oostzee door de Hohenfelder Mühlenau en de Salzau. Het meer is ontstaan in het Weichselien als eindmorene, net als vele andere meren in Sleeswijk-Holstein. Het meer is erg visrijk, met vissen als paling, baars, snoek en kleine marene.